# Свети Еустахије
Свети Еустахије (хол. Sint Eustatius, енгл. Saint Eustace, локално Statia „Статија“) је специјална општина Холандије која је у саставу Карипске Холандије смештена у Карипском мору. Острво је добило име по католичком свецу Еустахију. Локаклно становништво ово острво обично зове Статија. 
Главни град је Орањестад (постоји и истоимени град на острву Аруба, види: Орањестад). По подацима из 2011. на острву живи 3.100 становника. У доба највећег привредног благостања (18. век) на острву је живело 20.000 људи. 
Површина острва је 21 km². На југозападу Светог Еустахија се налази угашени вулкан висине око 600 метара. На североистоку је неколико брда. Већина становника живи у долини између ових узвишења. 
Острво је 1493. открио Кристифор Колумбо. Досељеници из холандске повинције Зеланд су се овде населили 1638.